# Gat marsupial cuatacat
El gat marsupial cuatacat és un marsupial carnívor nadiu d'Austràlia. És el marsupial carnívor més gros del continent australià.

## Taxonomia
El gat marsupial cuatacat és un dasiúrid, una família que inclou la majoria de marsupials carnívors. Fou descrit el 1792 per Robert Kerr, l'escriptor i naturalista escocès, que el classificà dins el gènere Didelphis, que comprèn diverses espècies d'opòssums americans. El nom de l'espècie, maculatus, fa referència a les seves taques.
Se'n reconeixen dues subespècies:
- D. m. maculatus, que habita en una zona que va del sud de Queensland a Tasmània
- D. m. gracilis, que habita en una població aïllada del nord-est de Queensland, on el Ministeri de Medi Ambient i Patrimoni la classifica com a espècie amenaçada.

## Fisiologia i comportament
El gat marsupial cuatacat té una longitud d'entre 35 i 75 centímetres de llargària, amb una cua d'entre 34 i 50 cm. També és un 50% més gran que altres espècies de gat marsupial. Les femelles són més petites que els mascles; elles pesen uns quatre quilograms, mentre que ells arriben a set. Com altres gats marsupials, té un pelatge espès de color marró clar, marró fosc o negre, amb un pèl més clar a la part inferior. Té petites taques blanques que li cobreixen el cos, incloent-hi la seva cua peluda, que pot tenir una punta blanca. Té un musell allargat amb un nas rosat i humit, ulls brillants i dents afilades. Les arrugues dels coixinets de les seves potes li permet grimpar als arbres.
Aquest gat marsupial s'alimenta d'una gran varietat de preses, com ara ocells, rates, altres marsupials, rèptils petits i insectes. És un bon grimpador però passa la majoria del temps al terra del bosc. Tot i ser nocturn, es passa el dia prenent el sol. Fa el niu en forats entre roques, troncs buits o petites coves.
Té una ventrada per any, amb entre quatre i sis cries. La gestació dura 21 dies. El marsupi de la femella es desenvolupa durant la temporada d'aparellament i s'obre envers la part posterior. Les cries romanen a la bossa de la mare durant unes set setmanes i necessiten unes divuit setmanes per esdevenir independents. Atenyen la maduresa sexual després d'un any. Viuen fins a quatre o cinc anys.